# Гюлхан Шен
Гюлхан Шен (на турски: Gülhan Şen) е турска телевизионна водеща, продуцентка и режисьорка.

## Биография
Родена е на 16 юли 1978 година в град Шумен, България, където завършва основното си образование. През 1985 година, поради принудителната смяна на имената, е преименувана на Галина Христова Михайлова. Заради възродителния процес през 1989 година се преселва да живее в Турция. Завършва специалност „Радио и телевизия“ в Истанбулския университет.

## Продукции
- Stardust (Star TV, 2002)
- Egitim ve Kariyer („Education and Career“, CNN Turk, 2003)
- Zamanin Ruhu: Zeitgeist („When Spirit: Zeitgeist“, TV 8, 2004 – 2007)
- Bayanlar Baylar („Ladies and Gentlemen“, TV 8, 2006)
- Gulhan’in Galaksi Rehberi („Gulhan’s Guide to the Galaxy“, TV 8, 2007 – )